# Geotrogus bedeli
Geotrogus bedeli är en skalbaggsart som beskrevs av Edmund Reitter 1902. Geotrogus bedeli ingår i släktet Geotrogus och familjen Melolonthidae. Inga underarter finns listade i Catalogue of Life.